# HMS Bermuda (52)
HMS Bermuda var en lätt kryssare av Fiji-klass i Royal Navy. Hon färdigställdes och tjänstgjorde under andra världskriget. Hon var uppkallad efter det brittiska territoriet Bermuda och var det åttonde fartyget med det namnet.

## Beskrivning
Bermua hade ett deplacement på 8 670 ton vid standardlast och 10 896 ton vid fullast. Hon hade en total längd på 169,3 meter, en bredd på 18,9 meter och ett djupgående på 6 meter. Fartygen drevs av fyra växlade Parsonturbiner, som var och en drev en axel, med hjälp av ånga från fyra Admiralitets 3-trumspannor. Turbinerna hade en effekt på totalt 80 000 axelhästkrafter (60 000 kW) och de fartyget gav en maxhastighet på 32,25 knop (59,73 km/h). Bermua hade en metacentrisk höjd på 1 meter vid fullast. Fiji-klassen hade tillräckligt med bränsle för att ge dem en räckvidd på 6 520 nautiska mil (12 080 km) vid 13 knop (24 km/h). Fartygens besättning var 733 officerare och sjömän i fredstid och 900 under krig.

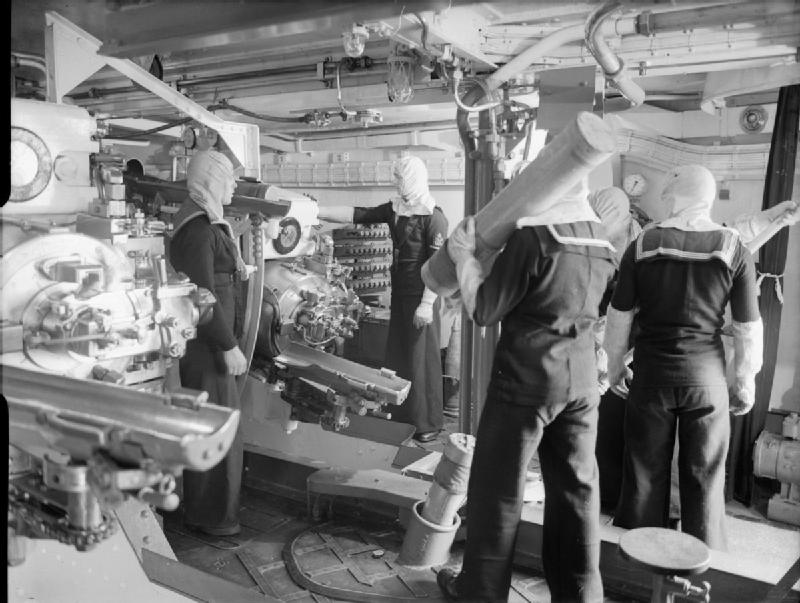
Insidan på en av Fiji-klassens Mark XXIII 15,2 cm torn.

Fiji-klassens huvudartilleri bestod av ett dussin BL 6-tums (15,2 cm) Mk XXIII-kanoner i fyra torn med tre kanoner vardera, varav ett par för och akter om överbyggnaden. Deras sekundära beväpning bestod av åtta 4-tums (10,2 cm) Mk XVI allmålskanoner i fyra dubbeltorn. Luftvärnet för kryssarna tillhandahölls av två fyrdubbla 2-pundiga (40 mm) luftvärnskanoner och två fyrdubbla fästen för Vickers 0,5 tum (12,7 mm) kulsprutor. Kryssarna hade också två trippelmonterade 53,3 cm torpedtuber, med en montering på vardera sida.
Fiji-klassen saknade ett fullständigt pansarbälte i vattenlinjen. Sidorna i deras pann- och maskinrum och magasin skyddades av ett pansar på 83-89 mm. Däcket över magasinen och vissa av maskinrummen var förstärkt med en tjocklek på 51-89 mm och huvudkanontornen hade endast splitterskydd med en tjocklek på 25-51 mm. De hade en flygplanskatapult och två Supermarine Sea Otter eller Walrus sjöflygplan.

## Andra världskriget

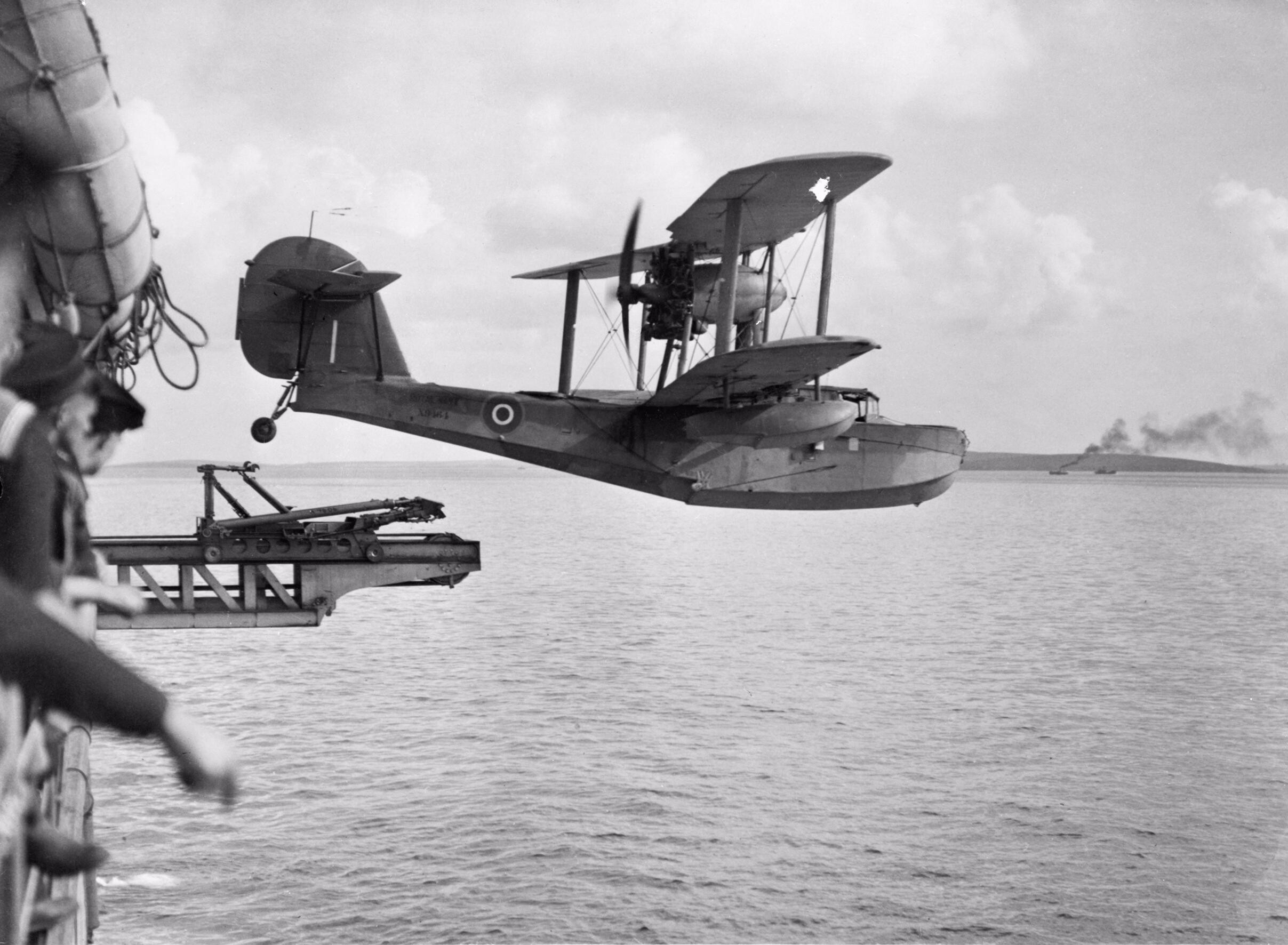
En Supermarine Walrus flygbåt precis efter starten ombord Bermuda

Under 1942 deltog Bermuda i striderna i Medelhavet, inklusive Operation Torch, som en del av 10:e kryssarskvadronen. Tillsammans med kryssaren Sheffield var hon avdelad från Styrka H för att attackera ett litet fort, där båda blev attackerade av italienska torpedflygplan. Hon understödde landstigningen vid Bougie och lyckades undkomma tunga flyganfall oskadd. Bermuda återgick sedan till tjänstgöring i Atlanten för att eskortera fartyg i Biscayabukten och i juni 1943 transporterade hon män och förnödenheter till Spetsbergen. Därefter deltog hon i ubåtsjaktsoperationer mot tyska ubåtar som opererade i Biscayabukten och i Nordatlanten. Efter ytterligare tjänstgöring i Arktis återvände hon till Glasgow i juni 1944 för en ombyggnad.
I samband med ombyggnaden togs X-tornet bort och i maj 1945 skickades hon till Stilla havet när kriget i Europa höll på att ta slut. Hon anlände till Fremantle den 1 juli för att bunkra, innan hon fortsatte till Sydney, dit hon anlände den 7 juli. Där genomförde hon övningar med andra fartyg från Royal Navy som tjänstgjorde i Fjärran Östern, bland annat slagskeppet Anson. Medan de befann sig i Sydney nåddes de av nyheten om atombombningarna av Hiroshima och Nagasaki och Japans efterföljande kapitulation. Bermuda seglade sedan till Filippinerna och anlände den 23 augusti. Hon blev då en del av en operation för att hämta allierade krigsfångar från de tidigare ockuperade japanska territorierna.
Den 6 september attackerades Bermuda av japanska flygplan, som inte var medvetna om att kriget var slut eller på annat sätt inte ville ge upp. Bermuda avvärjde attacken och kunde fortsätta på sin väg. Hon transporterade sedan allierade krigsfångar till Shanghai för repatriering.

## Efterkrigstiden

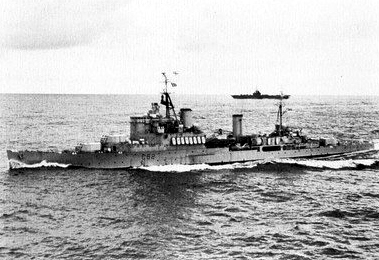
Bermuda tillsammans med det amerikanska hangarfartyget USS Essex i Nordatlanten 1961

Bermuda stannade kvar i Fjärran Östern som flaggskepp för 5:e kryssareskadern fram till 1947, då hon återvände till Storbritannien för en ombyggnad på Chatham Dockyard. Därefter placerades hon i reserv. År 1950 återställdes hon till aktiv tjänst och tjänstgjorde i Sydatlanten som flaggskepp för överbefälhavaren för South Atlantic Station fram till 1953. Viceamiral Peveril William-Powlett var överbefälhavare för Sydatlanten 1952-1954. Därefter tjänstgjorde hon i Medelhavsflottan. År 1953 förde hon och hennes systerfartyg Gambia hjälp till den grekiska ön Zakynthos när den drabbades av en jordbävning. Grekiska tjänstemän skulle senare kommentera: "Vi greker har en lång tradition med Royal Navy och den levde upp till alla förväntningar i sin ofelbara tradition att alltid vara först med att hjälpa till".
1956 bogserades Bermuda till Palmer's i Hebburn on Tyne för att genomgå en lång ombyggnad. Hon uppdaterades i stort sett enligt samma modell som HMS Gambia med en sluten brygga och amerikanska Mk 63-eldledningssystem för 10,2 cm kanonerna. Hon återgick till tjänstgöring och tillbringade de närmaste åren i övningar med andra Nato-flottor eller andra enheter från Royal Navy. I april 1958 lämnade hon Malta för att hjälpa till att förstärka Cypern under en period av oroligheter. Den 1 oktober 1960 deltog Bermuda i ceremonin för Nigerias självständighet innan hon anslöt sig till Medelhavsflottan och avlöste kryssaren Tiger.
Bermuda togs ur bruk 1962, efter 21 år i tjänst. Hon skrotades av Thos. W. Ward, Briton Ferry, Wales med början den 26 augusti 1965. Fartygets klocka hänger nu i Royal Naval Association Club i West Bromwich, en brittisk stad som hade "adopterat" Bermuda 1942.